# Rắn má núi Trung Quốc
Rắn má núi Trung Quốc, tên khoa học Opisthotropis kuatunensis, là một loài rắn trong họ Rắn nước. Loài này được Pope mô tả khoa học đầu tiên năm 1928.